# Amanda Peet
Amanda Peet (New York, 11 januari 1972) is een Amerikaans actrice. Ze is sinds 30 september 2006 getrouwd met David Benioff met wie ze twee dochters en een zoon heeft.

## Filmografie

### Films
- 1995: Animal Room – Debbie
- 1996: She's the One – Molly
- 1996: One Fine Day – Celia
- 1996: Winterlude (kortfilm)
- 1996: Virginity (kortfilm)
- 1997: Grind – Patty
- 1997: Touch Me – Bridgette
- 1997: Sax and Violins
- 1998: 1999 – Nicole
- 1998: Southie – Marianne Silva
- 1998: Playing by Heart – Amber
- 1998: Origin of the Species – Julia
- 1999: Simply Irresistible – Chris
- 1999: Jump – Lisa
- 1999: Two Ninas – Nina Harris
- 1999: Body Shots – Jane Bannister
- 2000: Isn't She Great – Debbie
- 2000: Takedown – Karen
- 2000: The Whole Nine Yards – Jill
- 2000: Whipped – Mia
- 2000: Zoe Loses It (kortfilm) – Zoe
- 2001: Saving Silverman – Judith
- 2001: Dating Squad (kortfilm) – Belkis Felcher
- 2002: High Crimes – Jackie
- 2002: Changing Lanes – Cynthia Delano Banek
- 2002: Igby Goes Down – Rachel
- 2003: Identity – Paris
- 2003: Something's Gotta Give – Marin
- 2003: Whatever We Do (kortfilm) – Patty
- 2004: The Whole Ten Yards – Jill
- 2004: Melinda and Melinda – Susan
- 2005: A Lot Like Love – Emily Friehl
- 2005: Syriana – Julie Woodman
- 2006: Griffin & Phoenix – Phoenix
- 2006: The Ex – Sofia Kowalski
- 2007: Terra – Maria Montez (stem)
- 2007: Martian Child – Harlee
- 2008: The X-Files: I Want to Believe – ASAC Dakota Whitney
- 2008: $5 a Day – Maggie
- 2008: What Doesn't Kill You – Stacy Reilly
- 2009: 2012 – Kate Curtis
- 2010: Please Give – Mary
- 2010: Quantum Quest: A Cassini Space Odyssey – Ranger (stem)
- 2010: Gulliver's Travels – Darcy Silverman
- 2013: The Way Way Back – Joan
- 2013: Identity Thief – Trish Patterson
- 2013: Trust Me – Marcy
- 2015: Sleeping with Other People – Paula
- 2016: What Do Most Americans Agree On? (kortfilm)

### Televisieseries
- 1995–1996: Central Park West – Robyn Gainer (6 afl.)
- 1997: Seinfeld, The summer of George - Lanette (1 afl.)
- 1999–2001: Jack & Jill – Jack Barrett (titelrol, 33 afl.)
- 2006–2007: Studio 60 on the Sunset Strip – Jordan McDeere (hoofdrol, 22 afl.)
- 2010: How I Met Your Mother – Jenkins (1 afl.)
- 2012: Bent (miniserie) – Alex Meyers (hoofdrol, 6 afl.)
- 2012–2013: The Good Wife – Laura Hellinger (7 afl.)
- 2015–2016: Togetherness – Tina Morris (vaste rol, 16 afl.)
- 2017–2018: Brockmire – Jules James (11 afl.)